# Gustav Böhmer
Joseph Heinrich Gustav Ferdinand Böhmer (* 27. September 1822 in Luxemburg; † 10. September 1893 in Hannover) war ein preußischer Generalleutnant.

## Leben

### Herkunft
Gustav war ein Sohn des preußischen Hauptmanns Gottlieb Böhmer († 1846) und dessen Ehefrau Katharina, geborene Philipp († 1834).

### Militärkarriere
Nach seiner Erziehung im elterlichen Hause und dem Besuch des Gymnasiums in Luxemburg trat Böhmer am 1. Oktober 1834 als Musketier in das 25. Infanterie-Regiment der Preußischen Armee ein. Bis Ende Januar 1841 avancierte er zum Sekondeleutnant und war vom 1. Juli 1845 bis zum 1. Januar 1846 zur Gewehrfabrik Saarn kommandiert. Von November 1850 bis Februar 1852 diente Böhmer als Adjutant des I. Bataillons. Daran schloss sich seine Kommandierung als Kompanieführer beim III. Bataillon im 26. Landwehr-Regiment in Malmedy an. In dieser Stellung Mitte November 1852 zum Premierleutnant befördert, war Böhmer vom 1. April 1856 bis zum 1. September 1859 als Kompanieführer beim 8. kombinierten Reserve-Bataillon kommandiert. Dort wurde er am 17. April 1858 zum Hauptmann befördert. Am 1. September 1859 kam er in das 25. kombinierte Infanterie-Regiment, aus dem zum 1. Juli 1860 in das 5. Rheinische Infanterie-Regiment Nr. 65 hervorging. Am 18. August 1860 wurde er zum Kompaniechef ernannt.
Während des Deutschen Krieges wurde Böhmer 1866 in der Schlacht bei Königgrätz leicht verwundet und für sein Wirken mit dem Roten Adlerorden IV. Klasse mit Schwertern ausgezeichnet. Nach dem Krieg erfolgte zum 30. Oktober 1866 seine Versetzung als Major in das 1. Westphälische Infanterie-Regiment Nr. 13.  Dort wurde er am 20. April 1867 zum Kommandeur des I. Bataillons und am 2. April 1869 zum Kommandeur des Füsilier-Bataillons ernannt. Dieses führte Böhmer 1870/71 im Krieg gegen Frankreich in den Kämpfen bei Colombey, Gravelotte, Marnay, Pontarlier, la Grange-sur-bois, St. Cyr-les-Coulons, St. Brie und Saulier. Er erhielt beide Klassen des Eisernen Kreuzes und avancierte am Tag der Kaiserproklamation in Versailles zum Oberstleutnant.
Nach dem Krieg kam Böhmer am 4. Februar 1873 als Kommandeur in das 3. Oberschlesische Infanterie-Regiment Nr. 62 und wurde am 22. März 1873 zum Oberst befördert. Am 11. Juni 1879 wurde er als Generalmajor zu den Offizieren von der Armee versetzt und am 5. August 1879 zum Kommandeur der 13. Infanterie-Brigade in Magdeburg ernannt. Anlässlich des Ordensfestes 1881 erhielt er den Roten Adlerorden II. Klasse mit Eichenlaub und Schwertern am Ringe und am 19. September 1883 den Stern zum Kronen-Orden II. Klasse. Unter Verleihung des Charakters als Generalleutnant wurde Böhmer am 6. Dezember 1883 mit Pension zur Disposition gestellt. Er starb am 10. September 1893 in Hannover.
In seiner Beurteilung vom 1. Januar 1874 schrieb der Generalleutnant Hohenlohe: „Oberst Böhmer ist ein sehr tüchtiger Kommandeur, der weiß, was er will. Es ist bestimmt zu erwarten, daß er sich zum General eignen wird.“

### Familie
Böhmer heiratete am 6. März 1861 in Köln Wilhelmine Liel (1833–1908). Aus der Ehe gingen die Töchter Meta (* 1868), Gustave (* 1870), Adele (* 1873), Wilhelmine (* 1874) und Elisabeth (*/† 1875) hervor.